# Generalski Stol
Generalski Stol est un village et une municipalité située dans le comitat de Karlovac, en Croatie. Au recensement de 2001, la municipalité comptait 3 199 habitants, dont 98,78 % de Croates et le village seul comptait 650 habitants.

## Localités
La municipalité de Generalski Stol compte 25 localités :
| - Brcković Draga - Crno Kamanje - Dobrenići - Donje Bukovlje - Duga Gora - Erdelj - Generalski Stol - Goričice Dobranske - Gorinci | - Gornje Bukovlje - Gornji Zvečaj - Gradišće - Jankovo Selište - Keići - Lipa - Lipov Pesak - Mateško Selo - Mrežnički Brest | - Petrunići - Protulipa - Radočaji - Sarovo - Skukani - Tomašići - Trnovo |